# Nogometni klub Croatia Sesvete
Il Nogometni klub Croatia Sesvete, conosciuto semplicemente come Croatia Sesvete, era una squadra di calcio dell'omonimo quartiere di Zagabria, la capitale della Croazia.
Il club viene sciolto nel 2012 per debiti. Il neo-formato NK Croatia Prigorje viene visto come il suo successore.

## Storia
Il NK Croatia viene fondato a Sesvete nel 1957 ed i fondatori del club sono dipendenti dell'industria della lavorazione della carne Sljeme : J. Pavić, D. Vrhovski, P. Kapustić e A. Labrović.

I maggiori successi del club sono il secondo posto nella Zagrebačka nogometna zona 1965–66 (terza divisione jugoslava) dietro al Metalac, le vittorie della Kup Zagrebačkog nogometnog saveza (Coppa della città di Zagabria) nel 1993–2000–2002–2003–2006–2007, la promozione in Druga HNL nel 1994 e quella in Prva HNL nel 2008. Nel 2001 conquista la promozione nella massima divisione sul campo, ma deve rinunciarvi a causa della mancanza delle condizioni necessarie, lasciando il posto al TŠK Topolovac.

I successi del club sono legati agli allenatori R. Belin, Z. Strnad e Z. Stanković. Il giocatore di maggior successo è il membro della nazionale jugoslava amatoriale M. Subotić. Ad inizio anni 2000, un certo numero di giovani giocatori della Dinamo Zagabria giocano nel club come Leko, Tomić, Zahora, Šarlija, Gonđić, Turina e Da Silva.

Oltre ai fondatori, gli altri dirigenti che si sono distinti nella storia del club sono: I. Šiljković, M. Filipović, M. Daraboš, A. Šola, S. Baričević e P. Karatović.
Nel giugno 2010 la polizia croata inizia a fare arresti connessi a combine nel campionato croato. 20 giocatori in totale, tra cui 9 del Croatia Sesvete (Miljenko Bošnjak, Goran Jerković, Saša Mus, Ante Pokrajčić, Mario Čižmek, Marko Guja, Ivan Banović e Dario Šušak) vengono tratti in arresto. La polizia afferma anche che 7 delle ultime 8 partite del Croatia Sesvete sono state truccate e che i giocatori hanno ricevuto fino a 40mila euro per truccare le partite; in alcuni casi i giocatori hanno anche fatto scommesse "sicure" sulle proprie partite.
Nell'estate 2012 il club cessa l'attività a causa di problemi finanziari.

### Nomi
Il Croatia ha cambiato più volte il nome sociale ed in un paio di occasioni si è chiamato come l'altra squadra concittadina NK Sesvete; però quest'ultima dal 1988 al 1996 si chiamava NK Radnik e nel 1997-1998 non era in attività.
- NK Sljeme – dal 1957 al 1988
- NK Sesvete – dal 1988 al 1996
- NK Badel Sesvete – dal 1996 al 1997
- NK Sesvete – dal 1997 al 1998
- NK Croatia Sesvete – dal 1998

## Strutture

### Stadio

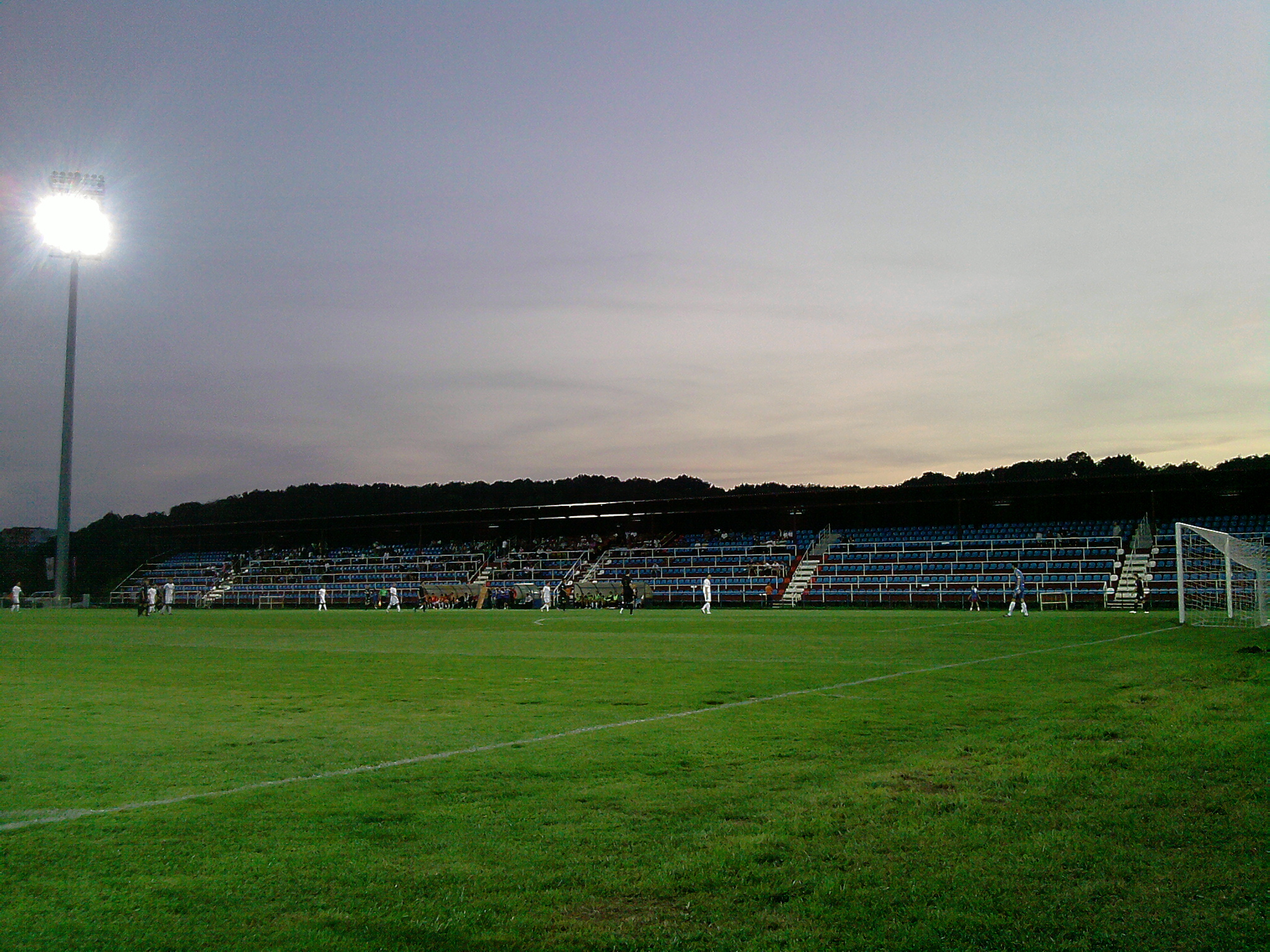
Stadion ŠRC Sesvete

Il Croatia Sesvete disputava le partite casalinghe allo Stadion ŠRC Sesvete (ŠRC sta per Športsko-rekreacijski centar, centro sport-ricreativo), un impianto da 3500 posti..
Nella stagione nella massima divisione ha dovuto utilizzare lo Stadion ŠRC Kamen-Ingrad di Velika e lo Stadion Kranjčevićeva di Zagabria, dato che lo Stadion ŠRC Sesvete non soddisfaceva i requisiti della HNS.
Questo stadio è ora utilizzato dal NK Sesvete.

## Palmarès
- Druga hrvatska nogometna liga: 1

2007-2008